# Celama murina
Celama murina är en fjärilsart som beskrevs av Rothschild 1916. Celama murina ingår i släktet Celama och familjen trågspinnare. Inga underarter finns listade i Catalogue of Life.